# Championnat de Finlande de football 1949
Navigation
Saison précédente Saison suivante
La saison 1949 du Championnat de Finlande de football était la 20e édition de la première division finlandaise à poule unique, la Mestaruussarja. Les douze meilleurs clubs du pays jouent les uns contre les autres à deux reprises durant la saison, à domicile et à l'extérieur. À la fin de la compétition, afin de permettre le passage du championnat de 12 à 10 équipes, les 4 derniers du classement sont relégués et remplacés par les 2 meilleurs clubs d'Ykkonen, la deuxième division finlandaise.
Le championnat est remporté par le TPS Turku, qui termine en tête du classement final avec un seul point d'avance sur le tenant du titre, le VPS Vaasa et deux points d'avance sur le KIF Helsinki. C'est le 4e titre de champion de Finlande du TPS Turku.

## Les 12 clubs participants
| - VPS Vaasa - TPS Turku - HPS Helsinki - HJK Helsinki - VIFK Vaasa - KIF Helsinki | - TuWe Turku - TuTo Turku - KTP Kotka - HIFK - IKissat Tampere - Promu de Ykkonen - KuPS Kuopio - Promu de Ykkonen |

## Compétition

### Classement
Le barème de points servant à établir le classement se décompose ainsi :
- Victoire : 2 points
- Match nul : 1 point
- Défaite : 0 point

| Rang | Équipe            | Pts | J  | G  | N | P  | Bp | Bc | Diff |
| ---- | ----------------- | --- | -- | -- | - | -- | -- | -- | ---- |
| 1    | TPS Turku         | 34  | 22 | 15 | 4 | 3  | 53 | 25 | +28  |
| 2    | VPS Vaasa T       | 33  | 22 | 15 | 3 | 4  | 59 | 29 | +30  |
| 3    | KIF Helsinki      | 32  | 22 | 14 | 4 | 4  | 60 | 40 | +20  |
| 4    | VIFK Vaasa        | 27  | 22 | 10 | 7 | 5  | 61 | 31 | +30  |
| 5    | KTP Kotka         | 26  | 22 | 10 | 6 | 6  | 38 | 34 | +4   |
| 6    | TuWe Turku        | 21  | 22 | 9  | 3 | 10 | 39 | 42 | -3   |
| 7    | IKissat Tampere P | 20  | 22 | 7  | 6 | 9  | 48 | 49 | -1   |
| 8    | KuPS Kuopio P     | 19  | 22 | 7  | 5 | 10 | 38 | 41 | -3   |
| 9    | HIFK              | 16  | 22 | 7  | 2 | 13 | 38 | 52 | -14  |
| 10   | HJK Helsinki      | 14  | 22 | 5  | 4 | 13 | 27 | 55 | -28  |
| 11   | HPS Helsinki      | 13  | 22 | 3  | 7 | 12 | 27 | 54 | -27  |
| 12   | TuTo Turku        | 9   | 22 | 1  | 7 | 14 | 18 | 54 | -36  |

|  | Champion de Finlande 1949                           |
|  | Relégation en deuxième division                     |
|  | T Tenant du titre P Club promu de deuxième division |

## Bilan de la saison
| Championnat de Finlande de football 1949 |                                           |
| Champion                                 | TPS Turku (4e titre)                      |
| Promotions et relégations                |                                           |
| Promus en Mestaruussarja                 | Haka Valkeakoski                          |
| Promus en Mestaruussarja                 | Kullervo Helsinki                         |
| Relégués en Ykkonen                      | HIFK HJK Helsinki HPS Helsinki TuTo Turku |